# Carlina diae
Carlina diae ist eine Pflanzenart aus der Gattung Eberwurzen (Carlina) in der Familie der Korbblütler (Asteraceae).

## Merkmale
Carlina diae ist ein dicht weißfilziger Strauch, der Wuchshöhen von 40 bis 60 Zentimeter erreicht. Die Laubblätter sind stachelspitzig, besitzen keinerlei Dornen und befinden sich meist an nichtblühenden, kurzen Trieben. Die Körbchen haben einen Durchmesser von 15 bis 20 Millimeter und sind zu zweit bis viert in Schirmtrauben angeordnet. Die äußeren Hüllblätter sind ganzrandig und fiederschnittig, die inneren hellgelb.
Die Blütezeit reicht von Juni bis Juli.
Die Chromosomenzahl beträgt 2n = 20.

## Vorkommen
Carlina diae ist auf Kreta endemisch. Die Art wächst auf Dia, den Dionysaden und auf der Sideros-Halbinsel in Kalkfelsspalten in Meeresnähe in Höhenlagen von 0 bis 150 Meter.

## Taxonomie
Carlina diae (Rech. f.) Meusel & Kästner hat die Synonyme Lyrolepis diae Rech. f. und Lyrolepis piae B. Nord.

## Belege
1. 1 2 3 4  Ralf Jahn, Peter Schönfelder: Exkursionsflora für Kreta. Mit Beiträgen von Alfred Mayer und Martin Scheuerer. Eugen Ulmer, Stuttgart (Hohenheim) 1995, ISBN 3-8001-3478-0, S. 319.
2. ↑  David Allardice Webb: Carlina. In: T. G. Tutin, V. H. Heywood, N. A. Burges, D. M. Moore, D. H. Valentine, S. M. Walters, D. A. Webb (Hrsg.): Flora Europaea. Volume 4: Plantaginaceae to Compositae (and Rubiaceae). Cambridge University Press, Cambridge 1976, ISBN 0-521-08717-1, S. 209 (englisch, eingeschränkte Vorschau in der Google-Buchsuche).
3. ↑   Tropicos.
4. ↑  Werner Greuter: Compositae (pro parte majore). Carlina diae. In: Werner Greuter, Eckhard von Raab-Straube (Hrsg.): Compositae. Euro+Med Plantbase – the information resource for Euro-Mediterranean plant diversity. Berlin ab 2006.